# John Terry
John George Terry (sinh ngày 7 tháng 12 năm 1980) là một cựu cầu thủ bóng đá kiêm huấn luyện viên bóng đá chuyên nghiệp người Anh từng thi đấu ở vị trí trung vệ. Anh từng là đội trưởng của các câu lạc bộ Chelsea, Aston Villa và đội tuyển bóng đá quốc gia Anh. Anh cũng từng là trợ lý huấn luyện viên trưởng của câu lạc bộ Aston Villa. Được đánh giá là một trong những trung vệ vĩ đại nhất trong thế hệ của mình, anh cũng được đánh giá là một trong những hậu vệ xuất sắc nhất của Anh và Premier League từ trước đến nay.
Terry được vinh danh là Hậu vệ xuất sắc nhất năm của UEFA trong các năm 2005, 2008 và 2009, Cầu thủ xuất sắc nhất năm của PFA vào năm 2005, và được xếp vào FIFPro World XI trong năm mùa giải liên tiếp, từ 2005 đến 2009. Anh cũng có tên trong đội hình những ngôi sao của FIFA World Cup 2006, là cầu thủ Anh duy nhất góp mặt.
Terry là đội trưởng thành công nhất của Chelsea, anh đã dẫn dắt họ tới 5 chức vô địch Premier League, 5 FA Cup, 3 League Cup, một UEFA Europa League và một UEFA Champions League. Anh là một trong năm cầu thủ đã có hơn 500 lần ra sân cho Chelsea và cũng là hậu vệ ghi nhiều bàn thắng nhất mọi thời đại của câu lạc bộ. Năm 2007, anh trở thành đội trưởng đầu tiên nâng Cúp FA tại Sân vận động Wembley mới trong chiến thắng 1–0 của Chelsea trước Manchester United, và cũng là cầu thủ đầu tiên ghi bàn thắng quốc tế tại đây với cú đánh đầu trong trận hòa 1–1 của Anh với Brazil. Trong mùa giải cuối cùng của anh tại Chelsea vào năm 2017, anh đã trở thành cầu thủ đầu tiên từng là đội trưởng một câu lạc bộ giành chức vô địch Premier League 5 lần.
Sau khi rời Chelsea, Terry đã trải qua một mùa giải với Aston Villa ở Championship trước khi giải nghệ, cuối cùng để thua trong trận chung kết play-off Championship 2018. Anh trở lại Aston Villa vài tháng sau đó với tư cách là thành viên trong đội ngũ ban huấn luyện của Dean Smith. Đội bóng đã giành chiến thắng trong trận chung kết play-off Championship 2019 thăng hạng trở lại Premier League. Terry rời nhiệm vào tháng 7 năm 2021.

## Tuổi thơ
Terry sinh ra tại Barking, Đông Luân Đôn, bố mẹ của anh là ông Ted và bà Sue. Ngoài ra, anh còn một người anh trai (sinh năm 1979) tên Paul Terry, thi đấu ở vị trí tiền vệ trung tâm cho câu lạc bộ Rushden & Diamonds.
Terry học tại trường Eastbury Comprehensive ở Barking. Về sự nghiệp bóng đá, lúc đầu, anh thi đấu cho câu lạc bộ Senrab, nơi tập hợp nhiều ngôi sao tương lai của bóng đá Anh như Sol Campbell, Jermain Defoe, Bobby Zamora, Ledley King và Jlloyd Samuel. Năm 14 tuổi, Terry gia nhập đội trẻ của Chelsea, lúc đầu ở vị trí tiền vệ. Tuy nhiên, lúc đó vị trí trung vệ còn đang bỏ trống và Terry được xếp vào đá vì thể hình lý tưởng và nó trở thành vị trí thi đấu của anh cho đến ngày anh giải nghệ.

## Sự nghiệp cấp câu lạc bộ

### Những mùa giải đầu tiên
Terry có trận đấu đầu tiên cho Chelsea vào ngày 28 tháng 10 năm 1998 khi vào sân thay người trong trận gặp Aston Villa ở Cúp Liên đoàn Anh; anh có mặt trong đội hình chính thức lần đầu tiên trong chiến thắng 2-0 trước Oldham Athletic tại vòng 3 cúp FA.
Năm 2000, anh được đem cho câu lạc bộ Nottingham Forest mượn để có thêm kinh nghiệm thi đấu. Trong thời gian thi đấu cho Forest, Terry đã được huấn luyện viên của Huddersfield Town khi đó là Steve Bruce đề nghị mua với giá chuyển nhượng là 750.000 £. Câu lạc bộ Chelsea đã đồng ý nhưng Terry đã kiên quyết không rời sân Stamford Bridge mặc dù đã được Bruce thuyết phục. Ngày 20 tháng 2 năm 2000, anh có bàn thắng đầu tiên cho Chelsea bằng một cú đánh đầu nâng tỉ số trận đấu với Gillingham tại vòng 5 cúp FA lên 2-0. Anh đã ăn mừng bàn thắng này bằng hành động chạy tới ôm khán giả, một hành động mà ngày nay anh có thể sẽ bị phạt thẻ.
Năm 2001, Terry cùng 3 đồng đội ở Chelsea là Frank Lampard, Eidur Gudjohnsen, Jody Morris và cựu đồng đội Frank Sinclair đã cư xử không đúng mực trước các du khách người Mỹ trong khách sạn Heathrow sau Sự kiện 11 tháng 9 nên anh bị phạt 2 tuần lương. Một năm sau, anh lại dính vào cuộc ẩu đả ở một hộp đêm tại Tây Luân Đôn cùng với đồng đội Jody Morris và Des Byrne của Wimbledon (sau đó Terry đã được minh oan). Scandal này khiến anh bị Liên đoàn Bóng đá Anh loại khỏi danh sách đến Nhật Bản - Hàn Quốc tham dự World Cup 2002. Chelsea cũng đã phạt bộ đôi Terry - Morris, loại họ khỏi danh sách thi đấu ở vòng 3 cúp FA với Norwich City. Quyết định kỷ luật được công bố chưa đầy 48 giờ trước khi trận đấu diễn ra. Trong những năm đầu tiên thi đấu cho Chelsea, Terry ở chung nhà với Andrew Crofts.

### Vào đội hình chính thức
Terry bắt đầu có mặt trong đội hình chính thức Chelsea từ mùa bóng 2000-01, ra sân trong 22 trận, ghi được 1 bàn thắng và đoạt danh hiệu Cầu thủ xuất sắc nhất mùa giải do người hâm mộ bình chọn. Mùa giải này anh cũng cùng Chelsea giành cúp FA.
Ngày 5 tháng 12 năm 2001, Terry lần đầu tiên được đeo băng đội trưởng của Chelsea trong trận đấu với Charlton Athletic tại Cúp liên đoàn. Chelsea mùa giải đó cũng lọt vào đến tận trận chung kết cúp FA sau khi lần lượt đánh bại West Ham, Tottenham và Fulham. Trong trận bán kết với Fulham, anh là người ghi bàn thắng duy nhất của trận đấu. Tuy nhiên, đến trận chung kết, anh lại bị bệnh nên mất cơ hội ra sân ngay từ đầu và chỉ vào sân ở hiệp 2 trong trận thua Arsenal 2-0. Mùa giải 2003-04, màn trình diễn ấn tượng của John Terry đã khiến anh được huấn luyện viên Claudio Ranieri trao cho chiếc băng đội trưởng. Anh thi đấu bên cạnh William Gallas, cầu thủ đội tuyển bóng đá quốc gia Pháp. Mùa giải này anh thi đấu 33 trận và ghi được 2 bàn.

### Trở thành đội trưởng

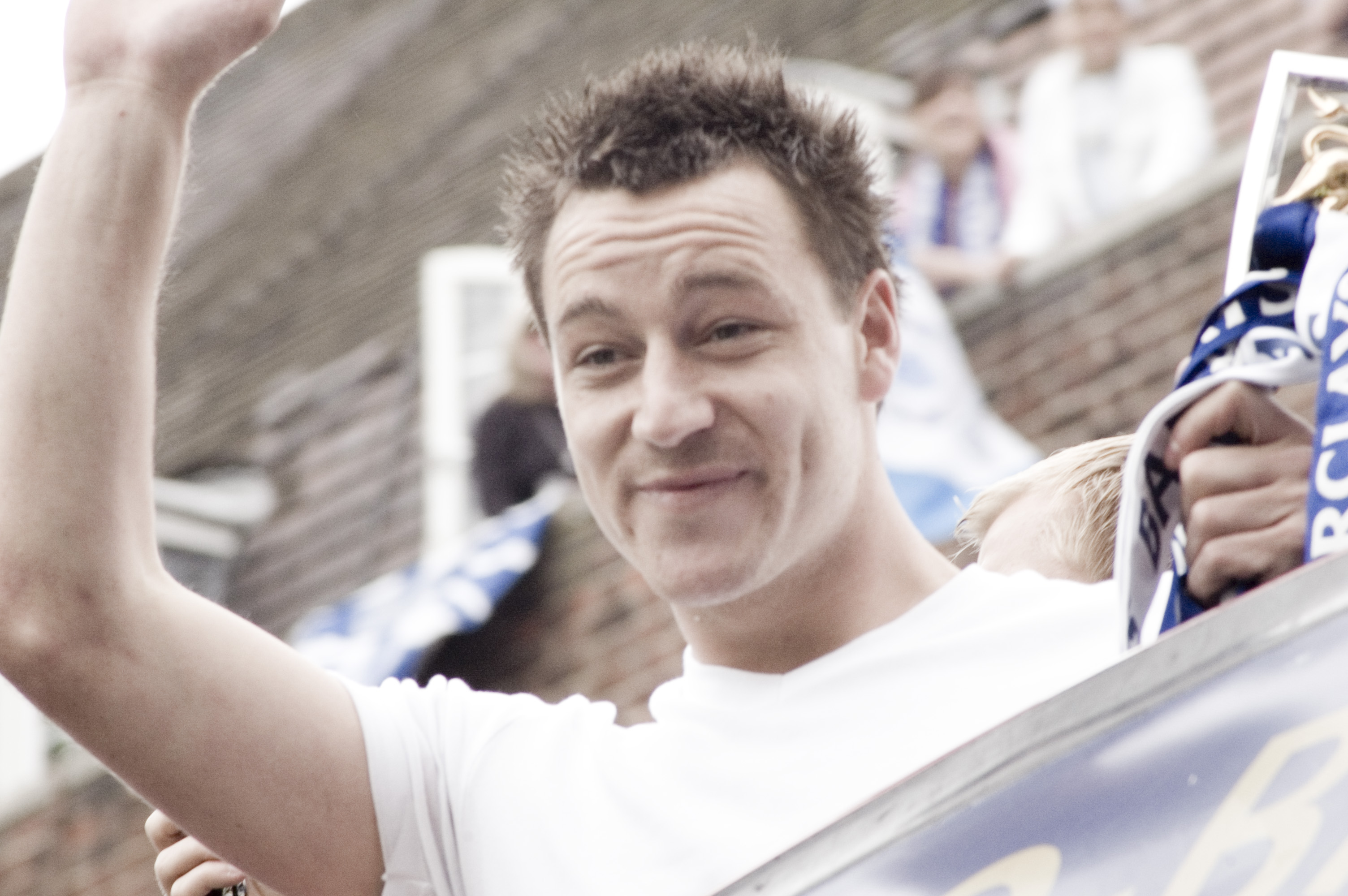
John Terry đang ăn mừng danh hiệu vô địch Giải ngoại hạng Anh 2006.

Sau khi Desailly giải nghệ, huấn luyện viên mới của Chelsea José Mourinho đã chọn Terry làm đội trưởng. Mourinho nói: "Tôi nghĩ Terry và Lampard là hai cầu thủ thích hợp nhất cho vai trò này. Tôi cũng hỏi các cầu thủ và kết quả đúng như vậy. Claude Makelele, Carlo Cudicini, Eidur Gudjohnsen và Celestine Babayaro hứa sẽ ủng hộ Terry và Lampard hết mình" . Mourinho đến Chelsea còn mang đến người đồng đội mới cùng đá cặp với anh ở vị trí trung vệ là cựu cầu thủ của FC Porto, Ricardo Carvalho. Mùa giải này, Chelsea giành được danh hiệu Giải Ngoại hạng Anh sau 50 năm chờ đợi đồng thời phá vỡ kỷ lục về số trận giữ sạch lưới và số điểm đạt được. Terry được bầu là cầu thủ xuất sắc của Hiệp hội cầu thủ nhà nghề Anh bởi những đồng nghiệp tại Anh. Anh ghi được 8 bàn thắng trên mọi mặt trận. Tại Cúp các đội vô địch bóng đá quốc gia châu Âu, Terry là người đã ghi bàn thắng đầu tiên cho Chelsea tại giải đấu trong chiến thắng 3-0 trước đội bóng Pháp Paris Saint-Germain; sau đó lần lượt là các bàn thắng vào lưới FC Porto và CSKA Moscow và cuối cùng là bàn thắng ấn định tỉ số 4-2 trong trận gặp FC Barcelona tại lượt về vòng 1/8 đưa Chelsea lọt vào tứ kết. Sau trận đấu đó, tên tuổi và hình ảnh của John Terry xuất hiện trên trang nhất của nhiều tờ báo lớn xứ sương mù. Nhật báo Daily Mirror cho rằng Terry đã "cứu vãn giấc mơ Champions League của Chelsea trong một trận đấu không thể tưởng tượng nổi trên sân Stamford Bridge". The Sun gọi Terry là "người đội trưởng kỳ diệu" trong khi Independent ví Terry là người "đưa con tàu Chelsea tới miền đất mơ ước". Anh cũng được bầu là hậu vệ xuất sắc nhất Cúp châu Âu mùa giải đó. Tháng 9 năm 2005, anh trở thành thành viên của FIFPro World XI, đội hình tiêu biểu được lựa chọn bởi các cầu thủ chuyên nghiệp ở 40 quốc gia.
Ngày 10 tháng 12, anh trận thứ hai liên tiếp ghi bàn thắng duy nhất trong trận đấu giúp Chelsea thắng tối thiểu trước Wigan Athletic. Chelsea sau đó bảo vệ thành công danh hiệu vô địch Giải Ngoại hạng Anh với 91 điểm và chính thức giành danh hiệu này khi đánh bại Manchester United 3-0. Sau trận đấu, Terry đã hào hứng phát biểu:"Chúng tôi đã chứng tỏ sức mạnh của mình trong suốt mùa giải vừa qua. Cũng có lúc chúng tôi gặp khó khăn nhưng cuối cùng vẫn vượt qua và về đích trong thắng lợi. Đoạt chức vô địch Anh năm thứ hai liên tiếp là một thành công của đội bóng. Chúng tôi xin tặng chức vô địch này cho các CĐV tuyệt vời, những người đã luôn ủng hộ chúng tôi trong mọi hoàn cảnh." Tại cúp FA, Terry đã ghi bàn thắng duy nhất trong trận tứ kết với Newcastle United, đưa Chelsea vào bán kết. Tuy nhiên, họ đã phải dừng bước tại đây sau thất bại 1-2 trước Liverpool FC. Còn tại Cúp các đội vô địch bóng đá quốc gia châu Âu 2005-06, Terry đã có pha đánh đầu phản lưới nhà trong trận lượt đi vòng 1/8 với FC Barcelona, trận đấu mà Chelsea đã để thua 2-1 ngay trên sân nhà Stamford Bridge. Chung cuộc sau 2 lượt đi về, Chelsea thất thủ 3-2.

### 2006-2008

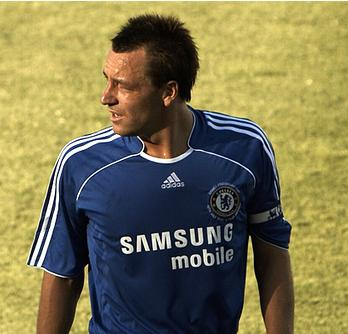
Terry thi đấu cho Chelsea vào năm 2007.

Ngày 14 tháng 10 năm 2006, trong trận đấu với Reading ở Giải Ngoại hạng, Terry đã bất đắc dĩ trở thành thủ môn của Chelsea sau khi hai thủ môn chính thức là Petr Čech và Carlo Cudicini lần lượt phải rời sân vì chấn thương. Tuy nhiên chung cuộc Chelsea vẫn giành chiến thắng 1-0. Ngày 5 tháng 11, trong trận đấu với Tottenham Hotspur, Terry đã bị đuổi khỏi sân lần đầu tiên trong sự nghiệp thi đấu của mình khi nhận hai thẻ vàng từ trọng tài Graham Poll ở phút 72. Sau trận đấu, Chelsea đã thua 2-1 và là trận thua đầu tiên của họ trước Tottenham từ năm 1987. Sau đó, anh đã chỉ trích trọng tài Poll đã không có những lý do xác đáng để phạt anh chiếc thẻ vàng thứ hai để khiến anh bị đuổi. Lần lượt huấn luyện viên Mourinho và đồng đội Ashley Cole cũng nhảy vào bênh vực Terry và chỉ trích kịch liệt trọng tài Poll. Tuy nhiên, vì những phát biểu không hay trên, John Terry đã bị Liên đoàn Bóng đá Anh phạt 10.000 £. Ngày 13 tháng 4, anh đã được các cổ động viên Chelsea bầu chọn là Cầu thủ Chelsea xuất sắc nhất năm lần thứ hai (lần trước là vào năm 2001).
Trong mùa giải 2006-2007, Terry đã bỏ lỡ nhiều trận đấu của Chelsea vì chấn thương lưng. Chấn thương này đã khiến anh vắng mặt trong 3 trận đấu tại Giải ngoại hạng và trong 3 trận đấu này, Chelsea đã phải nhận tổng cộng 6 bàn thua. Sau trận đấu với Reading ngày 26 tháng 12 năm 2006, José Mourinho lo lắng rằng anh phải trải qua phẫu thuật. Ngày 28 tháng 12, Chelsea thông báo Terry đã trải qua cuộc phẫu thuật lưng:"Cuộc phẫu thuật loại bỏ đĩa đệm sống lưng đã thành công." Mặc dù anh được hi vọng sẽ trở lại trong trận đấu với Wigan Athletic nhưng Terry lại bỏ lỡ. Anh trở lại lần đầu tiên trong trận đấu với Charlton Athletic ngày 3 tháng 2 năm 2007 ở phút 88 của trận đấu. Trước đó, huấn luyện viên Mourinho đã phát biểu về việc Terry trở lại "Bảy tuần vắng mặt của Terry mà tôi có cảm giác đằng đẵng như bảy năm. Thật may khi cậu ta trở lại ở thời điểm nước sôi lửa bỏng này.'"
Anh chơi trọn 90 phút lần đầu tiên sau gần ba tháng là trong trận đấu với Middlesbrough và nhận được nhiều lời khen ngợi từ các cổ động viên. Sau đó, đến trận gặp FC Porto tại vòng 1/8 UEFA Champions League 2006-07, anh gần như ngay lập tức phải rời sân do tái phát vết thương ở gót chân phải và tưởng chừng như phải vắng mặt trong trận Chung kết Cúp Liên đoàn với Arsenal. Ngày 26 tháng 2, Terry đã kịp trở lại trong trận chung kết với Arsenal. Tuy nhiên, trong hiệp 2, anh đã bị chấn thương khá nặng khi nhận trọn cú đạp của Abou Diaby bên phía Arsenal vào mặt. Các nhân viên y tế đã giúp Terry nẹp lại cổ và xương quai hàm trước khi đưa anh rời sân và ngay lập tức được đưa vào bệnh viện tại Cardiff. Không có Terry nhưng Chelsea vẫn giành chiến thắng chung cuộc 2-1. Sau đó, hơn 1 giờ đồng hồ sau khi nhập viện để kiểm tra y tế, anh đã lại hớn hở trở lại sân vận động để ăn mừng niềm vui đoạt Cúp Liên đoàn với các đồng đội. Ký ức duy nhất của Terry về hiệp 2 trận đấu là anh cùng các đồng đội vào sân từ đường hầm và không hề nhớ gì về 10 phút thi đấu của mình do chấn thương. Sau tai nạn trên, Terry đã cảm ơn bác sĩ Gary Lewin của Arsenal vì đã cứu mạng anh. Vị bác sĩ 43 tuổi này đã có những biện pháp sơ cứu chính xác và kịp thời ngay trên sân. Anh trở lại thi đấu vào tháng 3 trong trận đấu với Blackburn. Tại trận bán kết cúp FA với Blackburn ngày 16 tháng 4, Terry suýt nữa đã đánh đầu phản lưới nhà nếu không có sự xuất sắc của thủ thành Cech. Tháng 5 năm 2007, anh đã cùng đồng đội nâng cao chiếc cúp FA sau chiến thắng trong trận chung kết trước MU tại sân Wembley mới.

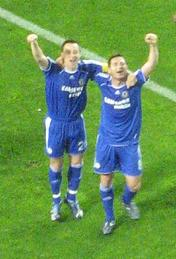
Terry và Lampard vào năm 2007.

Mặc dù thất bại trong việc ký kết hợp đồng mới ngay lập tức vào cuối mùa giải 2006–2007, Terry đã khẳng định anh không hề có ý định rời câu lạc bộ. Cuối tháng 7 năm 2007, anh đã ký với Chelsea bạn hợp đồng mới 5 năm với mức lương từ 131.000 £ đến 135.000 £ mỗi tuần, đưa anh trở thành cầu thủ hưởng lương cao nhất Giải Ngoại hạng. Phải đến tháng 8 năm 2008, đồng đội của Terry tại Chelsea là Frank Lampard mới vượt qua mức lương này của Terry để trở thành cầu thủ hưởng lương cao nhất. Tháng 9 năm 2007, sau khi nhận cú giật cùi trỏ của Clint Dempsey bên phía Fulham FC, Terry bị rạn xương gò má phải và phải lên bàn mổ. Một tuần sau, anh đã kịp bình phục cho trận đấu với Valencia tại Cúp châu Âu nhưng phải đeo mặt nạ đặc biệt để đảm bảo an toàn.
Ngày 16 tháng 12 năm 2007, trong trận đấu với Arsenal tại Giải Ngoại hạng, Terry đã phải rời sân sau pha va chạm mạnh với Emmanuel Eboué ở gần cuối hiệp 1. Sau buổi chụp X quang đánh giá mức độ nghiêm trọng chấn thương, bác sĩ của Chelsea, Bryan English xác nhận: "Xương ngón chân thứ ba của Terry đã bị gãy, và anh sẽ phải nghỉ thi đấu ít nhất 6 tuần". Tiền vệ Salomon Kalou của Chelsea đã chỉ trích hành động trên của Eboue là cố tình. Tuy nhiên, anh đã kịp trở lại cùng các đồng đội tham gia trận chung kết Cúp Liên đoàn với Totteham, trận đấu mà đội bóng anh đã để thua 2-1.
Ngày 11 tháng 5 năm 2008, trong trận đấu cuối cùng tại Premier League 2007-08 với Bolton, Terry chỉ thi đấu được vỏn vẹn có 15 phút trước khi va chạm mạnh với thủ môn đồng đội Petr Čech. Sau trận đấu, trong tình trạng băng bó ở tay, anh đã phát biểu:"Không có vấn đề gì nghiêm trọng, pha va chạm với Cech không khiến tôi bị gãy tay. Nếu mọi chuyện thuận lợi, tôi có thể sát cánh cùng đồng đội trong trận chung kết Champions League tới đây." Sau đó, anh và Drogba đã lên tiếng trấn an các cổ động viên Chelsea rằng họ sẽ kịp bình phục cho trận chung kết Champions League với Manchester United. Trong trận chung kết, cả Terry và Drogba đều có mặt trong đội hình xuất phát. Sau 120 phút thi đấu, cả hai đội hòa nhau 1-1 và phải đi đến loạt sút luân lưu. Cho đến loạt sút thứ 5, Chelsea đang dẫn trước MU 4-3 vì Cristiano Ronaldo đã thất bại ở loạt sút thứ 3. Ở loạt sút cuối cùng, Nani đã san bằng tỉ số luân lưu cho MU. Nếu Terry thành công ở loạt sút này, Chelsea sẽ trở thành nhà vô địch. Tuy nhiên, mưa làm mặt sân trơn và anh đã trượt chân trong bước dậm cuối cùng trước khi sút, đưa bóng ra ngoài dù thủ môn Edwin van der Sar đã đoán sai hướng. Sau đó, các cầu thủ MU đã thực hiện thành công 2 quả 11m tiếp theo trong khi Nicolas Anelka của Chelsea đá hỏng đã đem đến chức vô địch châu Âu cho MU.
Trung vệ Ricardo Carvalho, đồng đội của Terry nói về diễn biến tâm lý của Terry sau đó:"Trong phòng thay đồ, cậu ấy cứ nức nở khóc. Chúng tôi không tài nào khuyên cậu ấy thôi khóc". Sau đó lần lượt Lampard và huấn luyện viên Avram Grant đã an ủi Terry. Lampard nói "Không có nhiều trung vệ được giao trọng trách đá quả penalty cuối cùng. Nhưng John vẫn tự tin. Chỉ có điều anh ấy bị trượt chân và không ai có thể chỉ trích anh ấy vì điều đó" còn Grant nói:"John Terry là một trong những cầu thủ góp công lớn nhất mang chúng tôi đến với trận chung kết lần này. Chúng tôi từng có quãng thời gian khó khăn. Nếu không có cậu ấy, chưa chắc Chelsea vượt qua được những nỗi đoạn trường mùa này. Và, dù gì đi nữa cậu ấy cũng là một phần của đội bóng" Trợ lý huấn luyện viên Chelsea Henk ten Cate còn xác nhận lẽ ra Didier Drogba mới là người có trách nhiệm đá quả phạt đền thứ 5 cho Chelsea nhưng vì Drogba bị thẻ đỏ nên Terry phải nhận trách nhiệm trên. Sau trận đấu, Manchester United còn cáo buộc Terry có hành động phi thể thao với tiền đạo Carlos Tevez của họ khi đã xì mũi vào người anh này. Terry sau đó đã phủ nhận:"Tôi thừa nhận có xô xát qua lại với Tevez nhưng tuyệt nhiên không có chuyện tôi xì mũi vào người cậu ấy. Đó không phải là cách cư xử của tôi, không bao giờ tôi có những hành động tương tự đối với các cầu thủ đối phương. Sau đó, anh đã không bị phạt vì hành vi này.

### 2008-2012

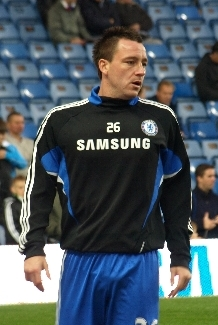
John Terry đang khởi động làm nóng trước trận đấu với Sunderland vào tháng 11 năm 2008.

Ngày 28 tháng 8 năm 2008, Terry đã lần lượt vượt qua Jamie Carragher, Rio Ferdinand và Carles Puyol để giành danh hiệu Hậu vệ xuất sắc nhất năm của Cúp các đội vô địch bóng đá quốc gia châu Âu. Ngoài Terry, Chelsea còn có thủ môn Cech và tiền vệ Lampard lần lượt giành danh hiệu Thủ môn và Tiền vệ xuất sắc nhất. Sau đó đến ngày 23 tháng 10, anh tiếp tục có tên trong danh sách FIFPro World XI 2008. Đầu mùa giải 2008-09, Terry lại bị tái phát chấn thương lưng trong trận đấu với CFR Cluj tại Champios League. Ngày 13 tháng 9, Terry đã phải nhận thẻ đỏ trực tiếp sau pha truy cản tiền đạo Jô của Manchester City. Chelsea ngay sau đó đề nghị đơn kháng án và sau khi xem xét băng hình trận đấu, Hiệp hội Bóng đá Anh quyết định xóa tội cho John Terry. Điều này giúp anh có thể ra sân trong trận đấu tiếp theo tại Giải Ngoại hạng với Manchester United. Huấn luyện viên của Manchester United, Alex Ferguson đã tỏ ra rất không hài lòng vì quyết định trên của FA. Đến ngày 23 tháng 12, Terry lại bị đuổi khỏi sân lần nữa sau pha vào bóng thô bạo với Leon Osman của Everton ở phút 35 của trận đấu, khiến cho Chelsea bị Everton cầm hòa 0-0 và chuỗi trận thắng trên sân khách của Chelsea dừng ở con số 8.
Tại Cúp các đội vô địch bóng đá quốc gia châu Âu 2008-09, Terry đã ghi được hai bàn thắng và tất cả đều là những bàn thắng vào lưới A.S. Roma trong chiến thắng 1-0 của Chelsea tại lượt đi và thất bại 1-3 trong trận lượt về. Đội bóng của anh sau đó đã lọt vào đến tận trận bán kết giải đấu gặp FC Barcelona, sau hai lượt đi về với tỉ số 1-1 song Chelsea bị loại vì luật bàn thắng trên sân khách. Tuy nhiên, trong trận lượt về tại sân Stamford Bridge, trọng tài chính trận đấu là Tom Henning Øvrebø đã có những quyết định gây tranh cãi. Mặc dù vậy sau trận đấu, Terry vẫn đến phòng thay đồ của Barcelona và bắt tay từng cầu thủ một. Hành động này của anh đã nhận được những lời khen ngợi từ những ngôi sao của Barcelona và huấn luyện viên trưởng của Barca, Pep Guardiola đã nói:"Tôi rất muốn gửi lời cảm ơn đến John Terry, cậu ấy đã đến phòng thay quần áo và chúc mừng chúng tôi. Cậu ấy đúng là một người lịch thiệp hiếm có." Tuy nhiên sau đó anh đã lên án UEFA vì quyết định cử trọng tài chính cho trận này khi cử một trọng tài mới chỉ có 10 trận đấu chính thức ở Champions League, chưa đủ kinh nghiệm để bắt trận bán kết.
Đầu tháng 7 năm 2009, câu lạc bộ Manchester City đã đề nghị chuyển nhượng John Terry với giá 30 triệu Bảng nhưng Chelsea đã thẳng thừng từ chối. Ngay cả chủ tịch Roman Abramovich cũng khẳng định sẽ không có chuyện Terry rời sân Stamford Bridge. Sau đó, Man City lại đưa ra đề nghị lần 3 với mức lương 250.000 Bảng/tuần và phí chuyển nhượng 35 triệu Bảng Anh. Hành động này của Man City đã khiến Abramovich phải bay sang California, Hoa Kỳ để thuyết phục anh ở lại. Đến cuối tháng 7, Terry đã chính thức tuyên bố sẽ ở lại Chelsea và anh đã phát biểu về quyết định của mình: "Đã có nhiều chuyện xảy ra, nhưng mọi người đều biết rằng, tôi rất yêu câu lạc bộ này. Họ không muốn bán tôi. Còn tôi, tôi đã gắn bó với nơi này 14 năm (11 năm thi đấu chuyên nghiệp) và không bao giờ muốn ra đi." Việc anh ở lại còn có tác động của tân huấn luyện viên Carlo Ancelotti và ông thầy người Ý này đã tiếp tục chọn anh làm đội trưởng của Chelsea. Ngày 1 tháng 9, John Terry đã chính thức đặt bút vào bản hợp đồng 5 năm, với mức lương được nói tới khoảng 150.000 Bảng một tuần.

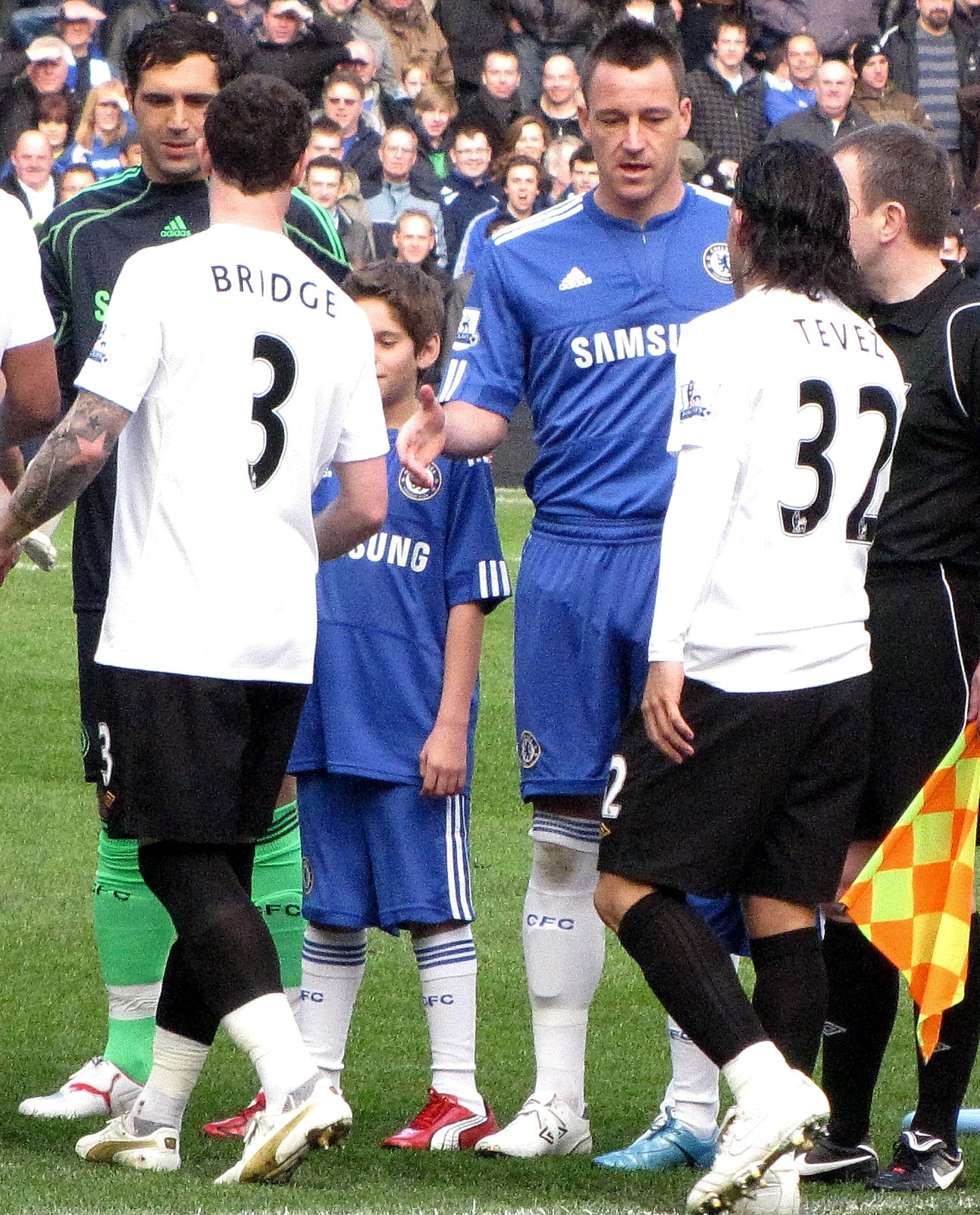
Cảnh Wayne Bridge từ chối bắt tay Terry trước trận đấu gữa Chelsea và Manchester City ngày 27 tháng 2 năm 2010

Ngày 19 tháng 10, Terry và 2 đồng đội Drogba, Lampard có tên trong danh sách 30 ứng cử viên lọt vào vòng bầu chọn cho danh hiệu Quả bóng vàng châu Âu 2009. Đến ngày 23 tháng 12, anh lần thứ 5 liên tiếp lọt vào danh sách FIFPro World XI và được báo The Sun bình chọn vào "Đội hình xuất sắc nhất thập kỷ" Giải Ngoại hạng Anh. Terry có bàn thắng đầu tiên trong mùa giải mới với cú đánh đầu ghi bàn thắng duy nhất trong chiến thắng 1-0 trước Manchester United ngày 8 tháng 11 và anh được Goal.com chấm 8 điểm, điểm số cao nhất của trận đấu cùng với người đồng đội Ricardo Carvalho. Sau trận đấu, huấn luyện viên trưởng MU, Sir Alex Ferguson đã gọi quyết định công nhận bàn thắng của Terry mà trọng tài Martin Atkinson đưa ra là "hoàn toàn lố bịch". Trong cuộc bầu chọn Cầu thủ hay nhất thế giới 2009, Terry đã bị chê thiếu chuyên nghiệp khi lần lượt bầu cho 2 người đồng đội của mình tại Chelsea là Michael Ballack và Drogba.
Sau scandal tình ái bị bại lộ, Terry đã chịu rất nhiều áp lực trong khi thi đấu. Trước trận đấu với Burnley tại Giải Ngoại hạng, anh đã bị các cổ động viên Burnley chế giễu và la ó. Tuy nhiên, chính Terry là người đã ấn định chiến thắng 2-1 cho Chelsea từ một cú đánh đầu quyết đoán sau quả phạt góc của Frank Lampard. Nhưng sau đó, trong thất bại 1-2 của Chelsea trước Everton trên sân Goodison Park, Terry lại thi đấu rất kém và mắc lỗi kèm người trong cả hai bàn thua của Chelsea. Sau trận đấu, anh đã thừa nhận mình mắc phải những sai lầm đáng trách và gửi lời xin lỗi đến các cổ động viên The Blues vì màn trình diễn đó. Đến trận đấu lượt đi vòng 1/16 UEFA Champions League 2009-10 ngày 24 tháng 2, Terry đã để tiền đạo của Inter Milan là Diego Milito ngoặt bóng qua mình rồi tung cú sút mở tỉ số. Pha bóng này Terry đã có lỗi trong việc chọn vị trí không tốt. Ngày 27 tháng 2, trong trận đấu với Manchester City tại Giải ngoại hạng, Terry đã có dịp dối đầu Wayne Bridge lần đầu tiên kể từ sau khi scandal tình ái của anh với Vannesa Perocel, người yêu cũ của Bridge bị bại lộ. Khi cầu thủ hai đội làm thủ tục bắt tay nhau, Bridge đã lạnh lùng đi thẳng từ chối hành động giơ tay ra của Terry. Chelsea đã chịu thất bại 4-2 trong trận này, riêng Terry đã có một ngày đáng quên khi mắc lỗi trong bàn thắng đầu tiên của Carlos Tévez và một vài lỗi nhỏ khác đã kéo dài chuỗi trận phong độ yếu kém của anh. Anh chỉ được Goal.com chấm 5 điểm trong khi Bridge lại được 7 điểm.
Ngày 7 tháng 3, trong trận đấu vòng tứ kết cúp FA 2009-10 với Stoke City, Terry đã ghi bàn ấn định chiến thắng 2-0 cho Chelsea bằng một cú đánh đầu dũng mãnh. Trước đó, trong bàn thắng thứ nhất, anh là người đã chuyền bóng ngược về cho Lampard dứt điểm mở tỉ số. Ở vòng đấu thứ 35 Giải ngoại hạng, Terry đã có một trận đấu vô cùng tồi tệ khi Chelsea đến làm khách tại sân White Hart Lane của Tottenham Hotspur. Ở phút thứ 15, trọng tài Phil Dowd đã xác định Terry để bóng chạm tay trong vòng cấm và cho Tottenham được hưởng quả 11m dẫn đến bàn thắng mở tỉ số. Sau đó, đến phút 67, sau pha truy cản trái phép Gareth Bale, Terry đã phải nhận thẻ vàng thứ hai và bị truất quyền thi đấu khi Chelsea còn đang bị dẫn trước 2-0. Chung cuộc, Chelsea thất bại 2-1 trước Tottenham. Tuy nhiên, đến cuối mùa giải 2009-10, anh đã cùng Chelsea giành được cú đúp vô địch Giải Ngoại hạng Anh và cúp FA.
Terry có bàn thắng đầu tiên ở mùa giải 2010-11 khi mở tỉ số trong chiến thắng 2-0 trước Olympique de Marseille tại vòng bảng UEFA Champions League 2010-11. Ngày 2 tháng 1 năm 2011, anh ghi bàn nâng tỉ số lên 3-2 ở phút 82 trận đấu với Aston Villa tại Giải ngoại hạng nhưng chung cuộc hai đội hòa nhau 3-3. Một tháng sau đó, anh được Lampard kiến tạo cho bàn thắng nâng tỉ số lên 3-2 trong chiến thắng 4-2 trên sân nhà trước Sunderland. Đến vòng đấu thứ 29 Giải bóng đá Ngoại hạng Anh 2010-11, Terry ghi bàn thắng mở tỉ số giúp Chelsea thắng Blackpool 3-1, qua đó mở lại cơ hội giành ngôi vô địch với khoảng cách 6 điểm so với đội đầu bảng. Tuy nhiên Chelsea đã kết thúc mùa giải 2010-11 mà không giành được bất kỳ danh hiệu nào.

### 2013-2017
Ngày 17 tháng 4 năm 2013, Terry lập cú đúp trong trận derby Tây London với Fulham kết thúc với thắng lợi 3-0 thuộc về Chelsea. Ngày 22 tháng 2 năm 2014, khi trận đấu với Everton đang đi vào những phút bù giờ cuối cùng, từ quả đá phạt của Frank Lampard, Terry có pha băng vào đệm bóng giúp Chelsea giành thắng lợi 1-0.
Ngày 18 tháng 10 năm 2014, Terry có trận đấu thứ 500 mang băng đội trưởng của Chelsea trong trận đấu với Crystal Palace. Anh lập kỷ lục cầu thủ ghi bàn thắng nhanh nhất của Chelsea tại Champions League với bàn mở tỉ số vào lưới Schalke 04 chỉ sau 90 giây. Trong ngày Lễ Tặng Quà năm 2014, anh là người ghi bàn mở tỉ số cho Chelsea để chung cuộc đội bóng áo xanh thắng West Ham 2-0, tiếp tục giữ vững ngôi đầu bảng. Ngay trong ngày đầu năm 2015, Chelsea đã để thua ngược Tottenham Hotspur với tỉ số 5-3 và Terry là người ấn định tỉ số của trận đấu ở phút 87.
Terry có được danh hiệu đầu tiên với Chelsea trong mùa bóng 2014-15 sau chiến thắng 2-0 trước Tottenham Hotspur tại trận chung kết Cúp Liên đoàn ngày 1 tháng 3, trong đó anh là người mở tỉ số với pha dứt điểm nhanh sau pha bóng hỗn loạn trước khung thành. Ngày 26 tháng 3, Terry gia hạn hợp đồng thêm một năm nữa với Chelsea. Ngày 29 tháng 4, Terry cân bằng kỷ lục hậu vệ ghi bàn nhiều nhất trong lịch sử Premier Legaue của David Unsworth với 38 bàn thắng trong chiến thắng 3-1 trước Leicester City và sau đó vào ngày 10 tháng 5 đã chính thức vượt qua Unsworth với pha đánh đầu mở tỉ số trong trận hòa 1-1 với Liverpool. Cuối mùa giải 2014-15, anh được PFA bầu vào đội hình tiêu biểu của Giải Ngoại hạng Anh trong mùa giải này, cùng với năm đồng đội khác tại Chelsea và cùng Chelsea giành được danh hiệu vô địch Premier League lần đầu tiên kể từ mùa giải 2009-10

### Aston Villa
Vào ngày 3 tháng 7 năm 2017, Terry đã ký hợp đồng một năm với câu lạc bộ đang thi đấu tại giải hạng nhất Championship, Aston Villa theo một bản hợp đồng chuyển nhượng miễn phí. 12 ngày sau đó, anh được xác nhận là đội trưởng của đội bóng này mùa giải 2017/18.

## Sự nghiệp quốc tế

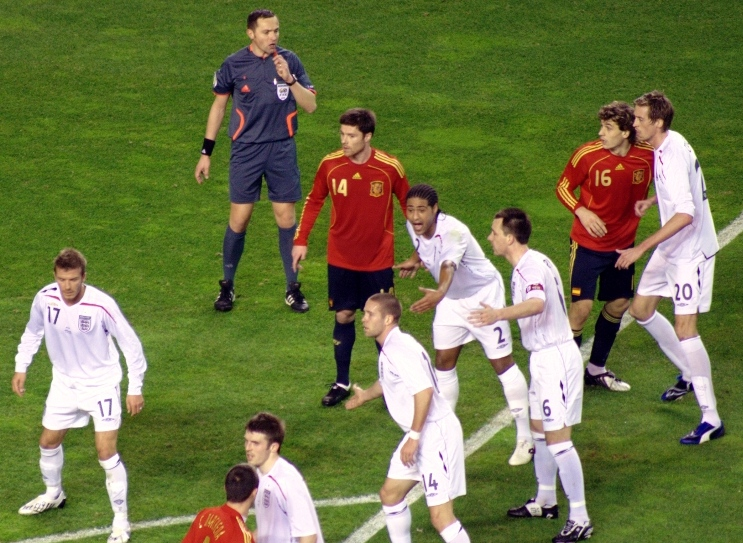
Terry (thứ 3 từ phải sang) trong trận đấu giao hữu giữa đội tuyển Anh và đội tuyển Tây Ban Nha năm 2009.

Ở mùa giải 2001-02, Terry đã là thủ quân của đội tuyển U-21 Anh. Anh mất cơ hội tham dự Giải bóng đá vô địch thế giới 2002 vì vướng scandal và lần đầu tiên khoác áo đội tuyển Anh vào tháng 6 năm 2003 khi vào sân thay người trong trận gặp Serbia và Montenegro. Ngày 20 tháng 8 năm 2003, Terry lần đầu tiên có mặt trong đội hình chính thức của đội tuyển trong trận giao hữu với Croatia tại Portman Road, Ipswich. Trận này đội tuyển Anh thắng 3-1.
Terry đã cùng đội tuyển Anh tham dự Giải vô địch bóng đá châu Âu 2004. Tại giải đấu này, sau khi vắng mặt trong trận đầu tiên với đội tuyển Pháp vì chấn thương chưa kịp hồi phục, Terry đã trở lại từ trận gặp Thụy Sĩ. Trong trận tứ kết với Bồ Đào Nha, anh đã thực hiện thành công lượt sút thứ 4 trong loạt đấu luân lưu nhưng sau đó đội tuyển Anh đã bị loại với kết quả sút luân lưu là 6-5.
Trong trận đấu vòng loại Giải vô địch bóng đá thế giới 2006 với Ba Lan ngày 12 tháng 10 năm 2005, Terry đã lần đầu tiên được đeo chiếc băng đội trưởng đội tuyển Anh khi đội trưởng lúc đó là Michael Owen rời sân ở phút 85. Terry tiếp tục có mặt trong đội hình đội tuyển Anh tham dự Giải bóng đá vô địch thế giới 2006. Trong trận giao hữu trước giải thắng Hungary 3-1 vào ngày 30 tháng 5 năm 2006, Terry đã có bàn thắng đầu tiên của mình trong màu áo đội tuyển Anh. Trong trận giao hữu sau đó với Jamaica, anh đã bị chấn thương đầu gối và buộc phải thay ra giữa chừng nhưng đã kịp trở lại trong trận mở màn Cúp Thế giới của đội tuyển Anh với Paraguay.
Trong trận đấu tiếp theo với Trinidad và Tobago, Terry đã cứu cho đội tuyển Anh một bàn thua trông thấy khi tung người cản phá cú đánh đầu vào lưới trống của Stern John. Tại tứ kết, anh thi đấu trọn 90 phút trong trận gặp Bồ Đào Nha nhưng sau đó tuyển Anh đã bị loại sau loạt sút luân lưu. 6 ngày sau, anh trở thành cầu thủ Anh duy nhất có mặt trong đội hình tiêu biều của giải đấu.
Sau vòng chung kết World Cup 2006, David Beckham đã từ chức đội trưởng đội tuyển Anh. Cuối tháng 7 năm đó, Terry đã "đánh tiếng" với huấn luyện viên mới Steve McClaren rằng anh muốn được đeo băng đội trưởng đội tuyển quốc gia. Ngày 10 tháng 8 năm 2006, Steve McClaren đã chọn John Terry làm đội trưởng đội tuyển Anh thay thế cho David Beckham và ông nói:"Lựa chọn đội trưởng là quyết định quan trọng nhất mà một huấn luyện viên phải đưa ra. Tôi chắc chắn tôi đã chọn đúng người và đó là John Terry. Tôi tin tưởng anh sẽ trở thành một trong những đội trưởng tốt nhất mà nước Anh từng có." Quyết định chọn Terry đã được tất cả đội tuyển tán đồng - kể cả cựu đội trưởng Beckham và đội phó Steven Gerrard - đúng như kết quả cuộc thăm dò ý kiến công luận trước đó (Terry đạt 51% số người ủng hộ, Gerrard 46% và Gary Neville 2%). Ngay trong trận đầu tiên đeo băng đội trưởng là trận giao hữu với Hy Lạp, Terry đã ghi bàn mở tỉ số. Chung cuộc Anh thắng với tỉ số áp đảo 4-0.
Tuy nhiên sau đó John Terry đã có màn trình diễn nghèo nàn trong trận thua 2-0 trước Croatia tại vòng loại Giải vô địch bóng đá châu Âu 2008. Nỗi buồn thất bại trong trận đấu này vẫn đeo dai dẳng theo Terry một thời gian dài sau đó. Ngày 1 tháng 6]] năm 2007]], Terry trở thành cầu thủ đầu tiên ghi bàn trên sân Wembley mới khi đánh đầu mở tỉ số trong trận giao hữu hòa 1-1 với Brazil. Tuy nhiên, đội tuyển Anh mà Terry làm đội trưởng đã không vượt qua được vòng loại Euro 2008, giải đấu đầu tiên mà đội tuyển Anh vắng mặt kể từ Giải bóng đá vô địch thế giới 1994. Trước khi đội tuyển Anh bị loại, Terry từng tuyên bố anh sẽ chịu mọi trách nhiệm nếu tuyển Anh không thể vào vòng chung kết. Sau đó, Terry đã tâm sự việc tuyển Anh bị loại là một sự hổ thẹn lớn với bản thân anh và thậm chí anh không dám ra đường một thời gian dài về việc ấy.
Sau khi huấn luyện viên Fabio Capello lên nắm quyền dẫn dắt đội tuyển Anh, John Terry đã được chỉ định làm đội trưởng trước trận giao hữu với Mỹ tại sân Wembley. Và trong trận đấu này, anh là người đã ghi bàn mở tỉ số trong chiến thắng 2-0 của đội tuyển Anh từ quả đá phạt bên cánh phải của tiền vệ David Beckham. Capello không ngớt lời khen ngợi anh sau trận đấu: "Tôi rất hạnh phúc, tôi biết cậu ấy là một đội trưởng rất cừ. Trong bất cứ hoàn cảnh nào Terry vẫn là chính mình, cậu ấy là người rất có uy tín với các cầu thủ khác. Terry chính là một đội trưởng bẩm sinh." Tuy nhiên, trong trận giao hữu cuối cùng trước vòng loại Giải vô địch bóng đá thế giới 2010 hòa 2-2 với Cộng hòa Séc, Terry đã để tiền đạo Milan Baroš vượt qua và ghi bàn. Sau đó, trong trận giao hữu với Đức ngày 19 tháng 11, Terry là người ghi bàn ấn định tỉ số 2-1 nhưng trước đó pha bóng không hiểu ý giữa anh và thủ môn Scott Carson đã dẫn đến bàn gỡ hòa 1-1 cho Đức. Sai lầm này cộng với việc thi đấu không thật sự xuất sắc khiến cho Terry trở thành hậu vệ Anh bị chấm điểm thấp nhất trong trận này theo tờ Goal.
Ngày 28 tháng 3 năm 2009, anh đạt đến cột mốc 50 lần khoác áo đội tuyển Anh trong trận giao hữu với Slovakia. Terry đã giữ cương vị đội trưởng đội tuyển Anh trong suốt vòng loại World Cup 2010. Anh đã phải vắng mặt trong các trận đấu với Kazakhstan và Belarus vì chấn thương tái phát. Tuy nhiên vì sự vắng mặt này, đã có nhiều lời chỉ trích Terry đặt quyền lợi quốc gia dưới quyền lợi câu lạc bộ và anh đã phải lên tiếng bác bỏ những lời chỉ trích này. Anh ghi được một bàn thắng tại vòng loại, đó là bàn ấn định tỉ số trong chiến thắng 2-1 trước Ukraina mặc dù trước trận đấu này, anh bị trinh sát viên của đội tuyển Ukraina đánh giá là "không còn phong độ cao" và thi đấu "chậm" hơn trước. Trong chiến thắng 5-1 trước Croatia để chính thức giành vé đến Nam Phi, Terry và tiền đạo Ivan Klasnic đã có va chạm. Trong khi Terry tố cáo tiền đạo này đã phun nước bọt vào anh thì Klasnic cũng tố ngược lại Terry đã đấm vào vùng bụng anh, nơi Klasnic từng phải mổ để ghép thận.
Sau scandal tình ái với Vannesa Perroncel bị bại lộ, Terry đã bị các cổ động viên và các tuyển thủ Anh tẩy chay khi yêu cầu huấn luyện viên Capello tước băng đội trưởng đội tuyển Anh. Ngày 5 tháng 2 năm 2010, sau khi huấn luyện viên Capello trao đổi trực tiếp với Terry về scandal tình ái, ông đã đưa ra quyết định tước băng đội trưởng của anh để giữ danh dự cho cả đội. Người thay thế Terry là trung vệ của Manchester United, Rio Ferdinand. Tuy nhiên, sau khi Capello ra quyết định trên, trong cuộc thăm dò dư luận của Goal.com, 2/3 độc giả tham gia vào cuộc thăm dò này lại cho rằng không ai ngoài John Terry xứng đáng để tiếp tục mang chiếc băng thủ quân của đội tuyển Anh. Sau đó, trên tờ The Sun, Capello tuyên bố John Terry sẽ không bao giờ được đeo băng đội trưởng của đội tuyển, chừng nào ông còn ngồi ghế huấn luyện viên trưởng và còn xem anh là một tấm gương xấu cho mọi người.
Ngày 31 tháng 5 năm 2010, Terry đã được huấn luyện viên Capello chọn vào danh sách 23 cầu thủ Anh tham dự Giải vô địch bóng đá thế giới 2010 tại Nam Phi. Sau hai trận hòa đầu tiên tại giải với Mỹ và Algérie, Terry trong khi phát biểu với báo giới đã chỉ trích về chiến thuật và nhân sự của Capello. Ngày hôm sau, Capello đã phản ứng lại việc làm này của Terry và gọi đó là "một sai lầm lớn" khi anh đã không trao đổi các thông tin này với ông mà lại tự ý phát biểu với giới truyền thông. Tại giải đấu này, anh đã góp mặt trong đội hình chính thức của đội tuyển Anh ở cả bốn trận đấu và đội tuyển Anh bị loại sau thất bại 1-4 trước đội tuyển Đức tại vòng hai.

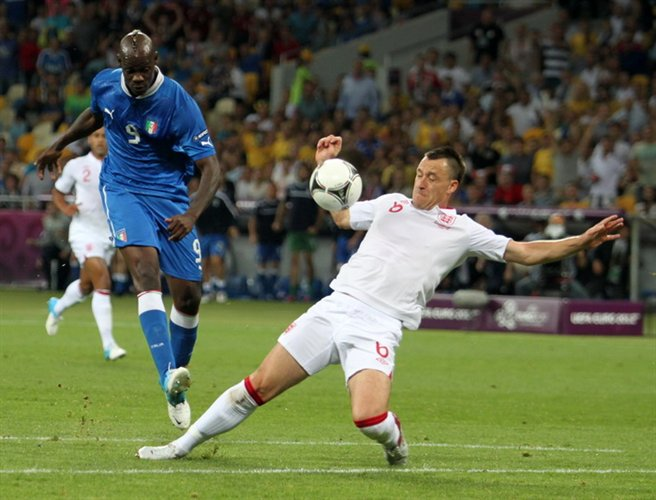
Terry (bên phải) nỗ lực cản phá pha dứt điểm của tiền đạo người Ý Mario Balotelli tại Euro 2012.

Tháng 5 năm 2012, John Terry tiếp tục có tên trong danh sách 23 cầu thủ Anh tham dự Euro 2012. Trong trận cuối cùng của vòng bảng với Ukraine, Terry đã có pha cứu bóng ngay trên vạch vôi bảo toàn chiến thắng 1-0 cho đội tuyển Anh, đảm bảo tấm vé vào tứ kết, dù sau đó băng hình quay chậm lại cho thấy bóng đã lăn qua vạch vôi trước khi Terry phá bóng.
Vào ngày 23 tháng 9 năm 2012, Terry tuyên bố giã từ sự nghiệp đội tuyển quốc gia sau 78 lần khoác áo đội tuyển.

## Phong cách thi đấu
John Terry là một hậu vệ nhưng không chỉ có khả năng phòng thủ mà còn có khả năng tham gia tấn công và vai trò thủ lĩnh trên sân. Mặc dù chưa bao giờ được đánh giá là cầu thủ sở hữu kỹ thuật cá nhân điêu luyện, nhưng đẳng cấp của Terry đã được khẳng định nhờ sự chắc chắn và lối chơi dũng mãnh nhưng rất hiệu quả của mình. Ở vai trò phòng ngự, Terry luôn biết thể hiện sức mạnh của mình ở những pha đánh chặn, đối mặt, không chiến, và cả phạm lỗi khi cần thiết. Anh được đánh giá là một chốt chặn đáng tin cậy nơi hàng phòng ngự Chelsea cùng khả năng phán đoán và chỉ huy hàng thủ ở đẳng cấp cao. Theo thống kê, tính đến tháng 3 năm 2005, trong 136 trận có sự tham gia của Terry, Chelsea bị thủng lưới 112 bàn và tỷ lệ chiến thắng là 63%; 96 trận không có Terry ở vị trí trung vệ, Chelsea đã để thủng lưới 92 bàn, và tỷ lệ chiến thắng chỉ là 44%. Tuy nhiên, trong cả mùa bóng, không thể nói khả năng phòng thủ của Terry là hoàn hảo. Khi các hậu vệ của Chelsea phải luân chuyển quá nhiều vì chấn thương, anh cũng đã nhiều lần không hoàn thành nhiệm vụ. Scandal tình ái với Vanessa Perroncel vào đầu năm 2010]] cũng làm ảnh hưởng đến phong độ thi đấu của anh.
Trong tấn công, Terry tỏ ra cực kì nguy hiểm trong các tình huống bóng chết nhờ anh có một chiều cao lý tưởng cùng sức bật mạnh mẽ. Khả năng này của anh là một giải pháp tuyệt vời cho những thời điểm bế tắc của Chelsea. Ngoài ra, bàn thắng của Terry vào lưới Wigan tháng 3 năm 2009 bằng một cú vô lê hoàn hảo còn chứng minh kĩ năng làm bàn của anh không chỉ dừng lại ở những quả đánh đầu. Đồng đội của anh tại Chelsea là Frank Lampard cho biết anh đã nhiều lần thấy Terry ghi những bàn thắng như thế trên sân tập.
Lòng trung thành và uy tín của Terry với Chelsea trong suốt hơn một thập kỉ đã khiến anh trở thành thủ lĩnh tinh thần của câu lạc bộ, là chỗ dựa rất lớn về tinh thần đối với các đồng đội trong những thời điểm khó khăn nhất. Anh là đội trưởng của Chelsea từ mùa bóng 2003-04 cho đến nay. Cựu cầu thủ Chelsea Marcel Desailly khi trả lời phỏng vấn trên tờ báo The Sun đã nói thiếu Terry, Chelsea như rắn mất đầu vì thiếu người chỉ đạo. Huấn luyện viên Carlo Ancelotti đã từng ca ngợi và so sánh Terry với Paulo Maldini, một trong những hậu vệ xuất sắc nhất mọi thời đại về tầm quan trọng và ảnh hưởng của hai cầu thủ này đối với câu lạc bộ mà họ thi đấu. Cựu đội trưởng Arsenal Tony Adams còn đánh giá John Terry có khả năng dẫn dắt và tài chỉ huy hơn bất kỳ tuyển thủ Anh nào khác. Tinh thần thi đấu cũng là một điểm mạnh của John Terry nhưng cũng vì thế mà anh thường xuyên gặp chấn thương trên sân cỏ. Thông tin về tình trạng chấn thương của Terry liên tục được cập nhật trên các trang báo điện tử của Anh và khả năng hồi phục của anh cũng là đáng nể nhờ sức khỏe siêu hạng.

## Tham gia quảng cáo
Terry là người đại diện hình ảnh cho một số tập đoàn danh tiếng. Anh ký hợp đồng cá nhân trị giá 4 triệu £ mỗi năm với hãng trang thiết bị thể thao Umbro, và một hợp đồng khác trị giá 6 triệu £ mỗi năm với hãng điện tử Samsung. Với tư cách là thủ quân, Terry còn xuất hiện trong các quảng cáo về Nationwide, tập đoàn tài chính xuất hiện trên ngực áo tập của đội tuyển Anh. Ngoài ra, anh còn tham gia quảng cáo cho công ty cá cược của Thụy Điển Svenska Spel. Tuy nhiên công ty này đã ngừng làm việc với anh ngay sau scandal tình ái. Các hãng kinh doanh còn lại cũng đang cân nhắc về hợp đồng với anh.
John Terry còn là đại diện của hãng trò chơi Konami tại thị trường Anh khi lần lượt xuất hiện trên hình bìa của Pro Evolution Soccer 5, Pro Evolution Soccer 6 cùng Adriano của Brazil.

## Gia đình và cuộc sống cá nhân

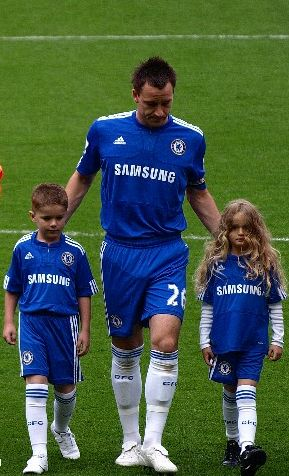
John Terry cùng các con

Mặc dù đã thi đấu cho Chelsea trong suốt sự nghiệp thi đấu của mình, khi còn nhỏ, Terry lại là cổ động viên của câu lạc bộ Manchester United.
Terry hiện đang sống tại Oxshott, Surrey. Anh và vợ là Toni Poole có hai con sinh đôi, 1 trai Georgie John và 1 gái Summer Rose, sinh ngày 18 tháng 5 năm 2006 tại Westminster, Luân Đôn. Terry đã ăn mừng bàn thắng của mình trong trận gặp Hungary bằng vũ điệu đưa nôi. Hai vợ chồng anh đã làm lễ cưới tại cung điện Blenheim ngày 15 tháng 6 năm 2007 với sự tham dự của chủ tịch Chelsea Roman Abramovich nhưng không có huấn luyện viên José Mourinho.
Ngày 21 tháng 6 năm 2009, Terry đã nhận danh hiệu "Người Cha của năm" theo cuộc thăm dò của nhãn hiệu nước xốt Daddies. Terry đã phát biểu:"Thật vinh dự khi nhận được danh hiệu này. Tôi đã có nhiều chiếc cúp trong sự nghiệp nhưng đây có lẽ là phần thưởng đáng tự hào nhất. Georgie và Summer là những đứa trẻ ngoan, tôi rất yêu chúng. Gia đình là cả thế giới đối với tôi nên việc được tôn vinh thế này khiến tôi rất phấn khích. Được chơi với con, nhìn chúng lớn lên và học hỏi từng ngày thực sự là một đặc ân.
Trong cuộc sống cá nhân, John Terry và gia đình anh đã không ít lần mắc phải những scandal. Mẹ và mẹ vợ của anh đã bị bắt vì nghi ngờ ăn cắp đồ từ siêu thị trị giá 800 bảng Anh. Tuy nhiên, cả Sue Terry và Sue Poole đều không bị truy tố. Theo luật sư của John Terry, Sue Terry và Sue Poole chỉ là nạn nhân của sự hiểu lầm đáng tiếc và siêu thị nơi xảy ra vụ việc cũng không khởi kiện họ. 7 tháng sau, đến lượt bố của anh là ông Ted Terry đã bị phóng viên của tờ báo News of the World quay lén cảnh đang bán 3g cocaine trong nhà vệ sinh của nhà hàng Essex, miền Đông nước Anh với giá 40 bảng Anh. Trong video clip, ông Ted đã nói "Đây là chuyện giữa tôi và anh. Đừng nói cho ai biết tôi là cha của John Terry". Hành động này là khó hiểu vì tuy ông đang thất nghiệp và sống ly thân với vợ nhưng Terry vẫn khá quan tâm và chu cấp đầy đủ cho bố mình.
Riêng đối với Terry, tuy là một trung vệ và đội trưởng đầy tài năng trên sân cỏ nhưng anh lại liên tục mắc phải những scandal. Năm 2002, scandal cùng Jody Morrris đã tước mất cơ hội tham gia World Cup 2002 của anh. Ngày 11 tháng 5 năm 2005, John Terry trong lúc cùng một số đồng đội ăn mừng chiến thắng tại hộp đêm Chinawhite, Luân Đôn đã đánh nhau với một thanh niên lạ mặt. Trong quyển tự truyện mang tên "Tout Simplement" của cựu cầu thủ Chelsea Claude Makelele đã tiết lộ rằng chính Terry là người khiến huấn luyện viên Mourinho bị sa thải hồi đầu mùa giải 2007-08 nhưng cả Chelsea và Terry đều nhất mực phủ nhận tuyên bố của Makelele. Sau đó, vào tháng 12 năm 2009, theo báo News of the world, Terry đã nhận 10.000 bảng để đưa 3 phóng viên của tờ báo này tới sân tập của Chelsea để tham quan, chứng kiến hoạt động của các cầu thủ mà không hề thông báo trước cho câu lạc bộ. Dù việc làm của Terry không phải vì tiền, vì hầu hết số tiền trên Terry quyên cho quỹ từ thiện có tên Make A Wish nhưng nó ảnh hưởng nghiêm trọng tới uy tín và danh dự của anh. Tuy nhiên, trước vụ việc này, ban lãnh đạo Chelsea đã lên tiếng bảo vệ Terry khi cho rằng trung vệ này đã không làm gì sai.
Sau đó Terry vướng vào scandal tình ái với người mẫu nội y người Pháp Vanessa Perroncel, người tình cũ của hậu vệ Wayne Bridge. Tháng 1 năm 2010, Terry đã thắng kiện ở Tòa án tối cao Luân Đôn khi tòa ra lệnh cấm tạm thời việc một tờ báo xuất bản những chi tiết về mối quan hệ 4 tháng giữa anh với một phụ nữ "nổi tiếng" vào cuối năm 2009. Tuy nhiên, sau đó thẩm phán Tugendhat đã gỡ bỏ lệnh cấm này chỉ sau một tuần do tin tức đó đã lan rộng đến mức "lệnh cấm không cần thiết nữa". Sau khi lệnh cấm bãi bỏ, nhiều tờ báo lớn ở Anh như Daily Mail, Telegraph, The Sun và các báo lá cải khác đã đồng loạt đưa tin về scandal tình ái liên quan đến thủ quân câu lạc bộ Chelsea và tuyển Anh. Vụ việc này suýt đã dẫn đến việc vợ chồng Terry li dị nhưng sau đó cả hai đã hòa giải trong dịp Lễ Tình nhân ở Dubai. Vì scandal tình ái này, anh bị huấn luyện viên Capello tước băng đội trưởng tuyển Anh nhưng vẫn được huấn luyện viên Chelsea Ancelotti và các cổ động viên Chelsea một mực ủng hộ.

## Thống kê sự nghiệp thi đấu

### Câu lạc bộ
| Câu lạc bộ               | Mùa giải            | Giải đấu            | Giải đấu | Giải đấu  | FA Cup  | FA Cup    | League Cup | League Cup | Châu Âu | Châu Âu   | Giải khác | Giải khác | Tổng cộng | Tổng cộng |
| Câu lạc bộ               | Mùa giải            | Giải đấu            | Số trận  | Bàn thắng | Số trận | Bàn thắng | Số trận    | Bàn thắng  | Số trận | Bàn thắng | Số trận   | Bàn thắng | Số trận   | Bàn thắng |
| ------------------------ | ------------------- | ------------------- | -------- | --------- | ------- | --------- | ---------- | ---------- | ------- | --------- | --------- | --------- | --------- | --------- |
| Chelsea                  | 1998–99             | Premier League      | 2        | 0         | 3       | 0         | 1          | 0          | 1       | 0         | —         | —         | 7         | 0         |
| Chelsea                  | 1999–2000           | Premier League      | 4        | 0         | 4       | 1         | 1          | 0          | 0       | 0         | —         | —         | 9         | 1         |
| Chelsea                  | 2000–01             | Premier League      | 22       | 1         | 3       | 0         | 1          | 0          | 0       | 0         | 0         | 0         | 26        | 1         |
| Chelsea                  | 2001–02             | Premier League      | 33       | 1         | 5       | 2         | 5          | 0          | 4       | 1         | —         | —         | 47        | 4         |
| Chelsea                  | 2002–03             | Premier League      | 20       | 3         | 5       | 2         | 3          | 0          | 1       | 1         | —         | —         | 29        | 6         |
| Chelsea                  | 2003–04             | Premier League      | 33       | 2         | 3       | 1         | 2          | 0          | 13      | 0         | —         | —         | 51        | 3         |
| Chelsea                  | 2004–05             | Premier League      | 36       | 3         | 1       | 1         | 5          | 0          | 11      | 4         | —         | —         | 53        | 8         |
| Chelsea                  | 2005–06             | Premier League      | 36       | 4         | 4       | 2         | 1          | 1          | 8       | 0         | 1         | 0         | 50        | 7         |
| Chelsea                  | 2006–07             | Premier League      | 28       | 1         | 4       | 0         | 2          | 0          | 10      | 0         | 1         | 0         | 45        | 1         |
| Chelsea                  | 2007–08             | Premier League      | 23       | 1         | 2       | 0         | 2          | 0          | 10      | 0         | 0         | 0         | 37        | 1         |
| Chelsea                  | 2008–09             | Premier League      | 35       | 1         | 4       | 0         | 1          | 0          | 11      | 2         | —         | —         | 51        | 3         |
| Chelsea                  | 2009–10             | Premier League      | 37       | 2         | 5       | 1         | 1          | 0          | 8       | 0         | 1         | 0         | 52        | 3         |
| Chelsea                  | 2010–11             | Premier League      | 33       | 3         | 3       | 0         | 1          | 0          | 8       | 1         | 1         | 0         | 46        | 4         |
| Chelsea                  | 2011–12             | Premier League      | 31       | 6         | 4       | 0         | 1          | 0          | 8       | 1         | —         | —         | 44        | 7         |
| Chelsea                  | 2012–13             | Premier League      | 14       | 4         | 3       | 1         | 1          | 0          | 8       | 1         | 1         | 0         | 27        | 6         |
| Chelsea                  | 2013–14             | Premier League      | 34       | 2         | 0       | 0         | 1          | 0          | 12      | 0         | —         | —         | 47        | 2         |
| Chelsea                  | 2014–15             | Premier League      | 38       | 5         | 0       | 0         | 4          | 1          | 7       | 2         | —         | —         | 49        | 8         |
| Chelsea                  | 2015–16             | Premier League      | 24       | 1         | 2       | 0         | 2          | 0          | 4       | 0         | 1         | 0         | 33        | 1         |
| Chelsea                  | 2016–17             | Premier League      | 9        | 1         | 3       | 0         | 2          | 0          | —       | —         | —         | —         | 14        | 1         |
| Chelsea                  | Tổng cộng           | Tổng cộng           | 492      | 41        | 58      | 11        | 37         | 2          | 124     | 13        | 6         | 0         | 717       | 67        |
| Nottingham Forest (mượn) | 1999–2000           | First Division      | 6        | 0         | —       | —         | —          | —          | —       | —         | —         | —         | 6         | 0         |
| Aston Villa              | 2017–18             | Championship        | 32       | 1         | 1       | 0         | 0          | 0          | —       | —         | 3         | 0         | 36        | 1         |
| Tổng cộng sự nghiệp      | Tổng cộng sự nghiệp | Tổng cộng sự nghiệp | 530      | 42        | 59      | 11        | 37         | 2          | 124     | 13        | 9         | 0         | 759       | 68        |

1. ↑  Số trận ở UEFA Cup Winners' Cup
2. 1 2  Số trận ở UEFA Cup
3. 1 2 3 4 5 6 7 8 9 10 11  Số trận ở UEFA Champions League
4. 1 2 3 4 5 6  Số trận ở FA Community Shield
5. ↑  Hai trận ở UEFA Champions League, sáu trận và một bàn thắng ở UEFA Europa League
6. ↑  Một trận ở UEFA Super Cup, mười một trận ở UEFA Champions League
7. ↑  Số trận ở Championship play-offs

### Đội tuyển quốc gia
Tính đến ngày 7 tháng 9 năm 2012.
| Anh       | Anh  | Anh |
| Năm       | Trận | Bàn |
| --------- | ---- | --- |
| 2003      | 6    | 0   |
| 2004      | 9    | 0   |
| 2005      | 6    | 0   |
| 2006      | 14   | 2   |
| 2007      | 7    | 1   |
| 2008      | 6    | 2   |
| 2009      | 10   | 1   |
| 2010      | 7    | 0   |
| 2011      | 7    | 0   |
| 2012      | 6    | 0   |
| Tổng cộng | 78   | 6   |

### Bàn thắng quốc tế
| 6 bàn thắng/78 trận | 6 bàn thắng/78 trận  | 6 bàn thắng/78 trận | 6 bàn thắng/78 trận | 6 bàn thắng/78 trận | 6 bàn thắng/78 trận | 6 bàn thắng/78 trận      |
| #                   | Thời gian            | Địa điểm            | Đối thủ             | Bàn thắng           | Kết quả             | Giải đấu                 |
| ------------------- | -------------------- | ------------------- | ------------------- | ------------------- | ------------------- | ------------------------ |
| 1.                  | 30 tháng 5 năm 2006  | Manchester, Anh     | Hungary             | 2-0                 | 3-1                 | Giao hữu quốc tế         |
| 2.                  | 16 tháng 8 năm 2006  | Manchester, Anh     | Hy Lạp              | 1-0                 | 4-0                 | Giao hữu quốc tế         |
| 3.                  | 1 tháng 6 năm 2007   | Wembley, Anh        | Brasil              | 1-0                 | 1-1                 | Giao hữu quốc tế         |
| 4.                  | 28 tháng 5 năm 2008  | Wembley, Anh        | Hoa Kỳ              | 1-0                 | 2-0                 | Giao hữu quốc tế         |
| 5.                  | 19 tháng 11 năm 2008 | Berlin, Đức         | Đức                 | 2-1                 | 2-1                 | Giao hữu quốc tế         |
| 6.                  | 1 tháng 4 năm 2009   | Wembley, Anh        | Ukraina             | 2-1                 | 2-1                 | Vòng loại World Cup 2010 |

## Danh hiệu

### Chelsea
- Premier League (5): 2004–05, 2005–06, 2009–10, 2014–15, 2016–17
- FA Cup (5): 1999–2000, 2006–07, 2008–09, 2009–10, 2011–12
- EFL Cup (3): 2004–05, 2006–07, 2014–15
- FA Community Shield (3): 2000, 2005, 2009
- UEFA Champions League (1): 2011–12, Á Quân 2007-08
- UEFA Europa League (1): 2012–13

### Cá nhân
- Cầu thủ xuất sắc nhất năm của Hiệp hội Cầu thủ Chuyên nghiệp Anh (PFA Player of the Year): 2004-05
- Đội hình xuất sắc nhất năm của Hiệp hội Cầu thủ Chuyên nghiệp Anh (PFA): 2003–04, 2004–05, 2005–06, 2014–05
- Đội hình tiêu biểu Giải vô địch bóng đá thế giới: 2006
- FIFPro World XI: 2005, 2006, 2007, 2008, 2009
- Hậu vệ xuất sắc nhất Cúp các đội vô địch bóng đá quốc gia châu Âu: 2005, 2008, 2009[218]
- Đội hình tiêu biểu của UEFA: 2005, 2007, 2008, 2009
- Cầu thủ Chelsea xuất sắc nhất năm: 2001, 2006